# Государственный переворот в Экваториальной Гвинее (1979)
Государственный переворот в Экваториальной Гвинее 1979 года произошёл 3 августа 1979 года, когда племянник президента Франсиско Масиаса Нгемы, Теодоро Обианг Нгема Мбасого, сверг его в результате кровавого переворота. Бои между лоялистами и повстанцами продолжались до тех пор, пока 18 августа Масиас Нгема не был схвачен при попытке к бегству в Камерун. Он приговорил своего дядю к смертной казни за геноцид народа буби и другие совершённые преступления. Масиас Нгема был расстрелян 29 сентября 1979 года. С тех пор Теодоро стал фактическим главой государства и первые три года возглавлял Высший Военный Совет а затем после конституционного референдума 1982 стал президентом Экваториальной Гвинеи.

## Предшествующие события
После того, как франкистская Испания предоставила Экваториальной Гвинее независимость в 1968 году, борьба за власть между Масиасом и Атанасио Ндонго Мийоне привела к тому, что первый занял пост президента. В следующем году Ндонго предпринял попытку государственного переворота. Он был схвачен и казнён, а реакция на предполагаемое участие Испании в перевороте привела к массовому исходу испанских уроженцев из страны. Впоследствии Масиас укрепил свою власть, сделав себя тоталитарным диктатором. Правление Масиаса на посту диктатора было отмечено его широкими репрессиями против своих политических оппонентов, нигерийских рабочих-мигрантов и этнических меньшинств, в частности народа буби. По оценкам, за время пребывания Масиаса у власти погибло от 35 000 до 50 000 человек, многие из них были убиты в результате массовых убийств или заключения в печально известных лагерях для военнопленных страны, и к 1979 году 25% населения страны жило в изгнании.

## Переворот
Летом 1979 года Масиас приказал убить нескольких членов своей собственной семьи. Это заставило Обианга и нескольких других членов ближайшего окружения Масиаса опасаться, что Масиас больше не действует рационально. Обианг был племянником Масиаса, а также братом одной из жертв.
Обианг, который также занимал пост заместителя министра обороны, сверг своего дядю 3 августа 1979 года. Переворот был поддержан национальной армией и кубинской дворцовой охраной Масиаса. Несколько иностранных посольств, в том числе посольства Испании и Соединенных Штатов, были заранее осведомлены о заговоре и оказали финансовую гуманитарную помощь в его осуществлении. После своего свержения Масиас вместе с личным телохранителем бежал в родную деревню Нзенг-Айонг и поселился в укрепленном бункере, охраняемом военными лоялистами. В результате последовавшего конфликта между Обиангом и силами Масиаса погибло 400 человек. Конфликт закончился тем, что Масиас сжёг свою личную казну и бежал к границе с Камеруном. Силы во главе с командующим флотом Флоренсио Майе захватили Масиаса 18 августа, а 29 сентября он и шестеро его союзников были казнены. Обианг остается президентом Экваториальной Гвинеи после переворота.